# Бельтхайм
Бельтхайм (нем. Beltheim) — община в Германии, в земле Рейнланд-Пфальц.
Входит в состав района Рейн-Хунсрюк. Подчиняется управлению Кастеллаун. Население составляет 1996 человек (на 31 декабря 2010 года). Занимает площадь 24,85 км².

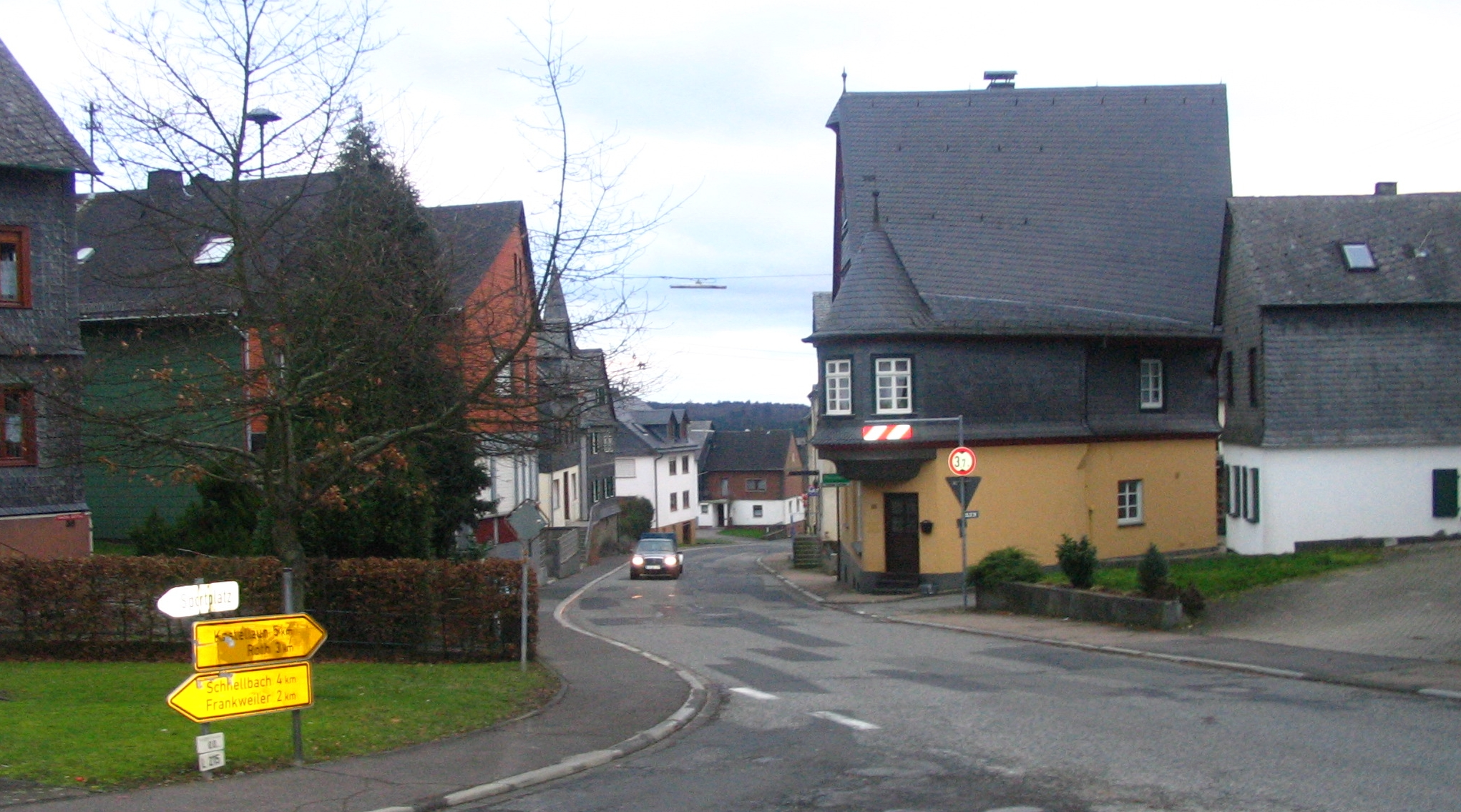
Бельтайм
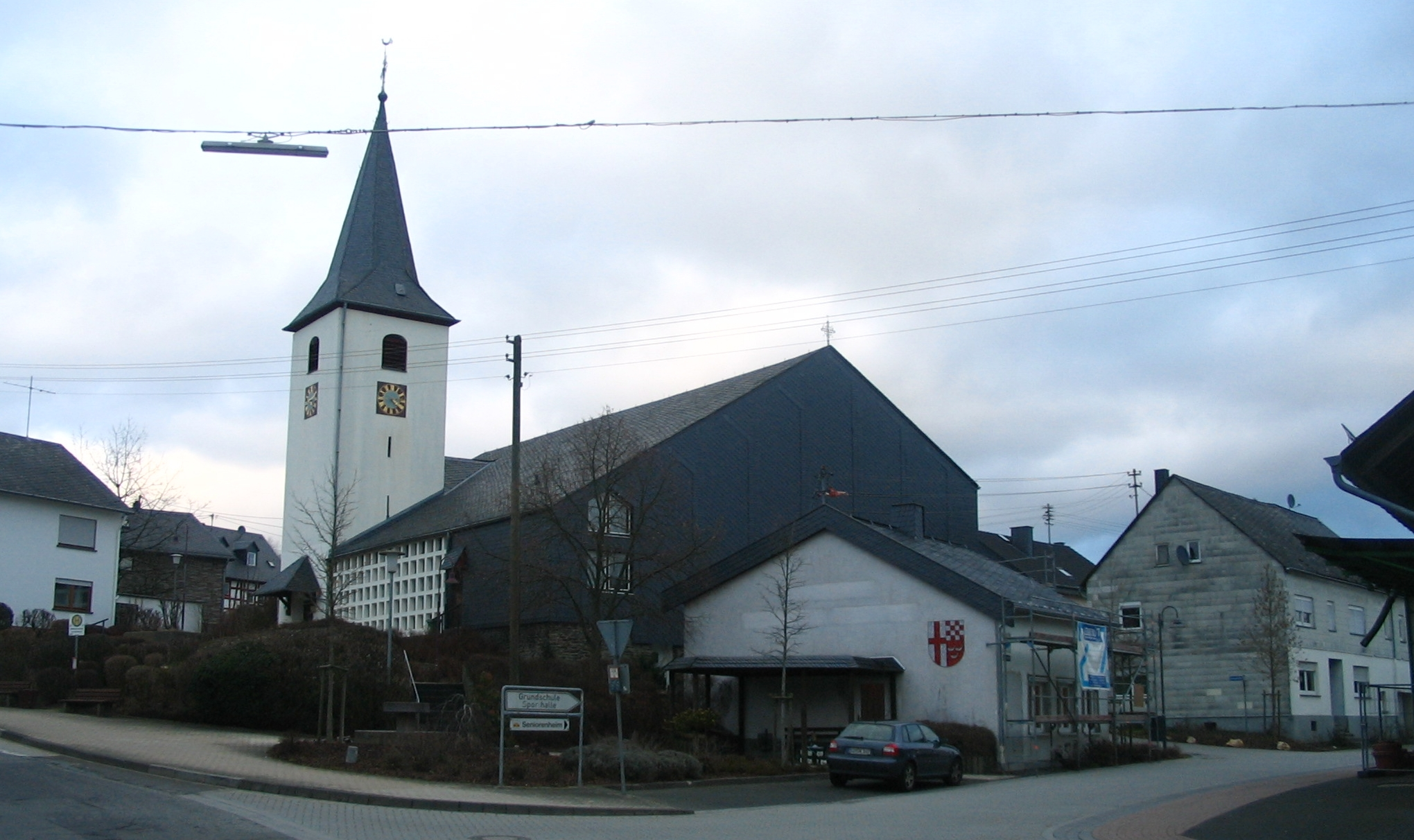
Церковь